# Maurice Curnonsky
Curnonsky, nascido Maurice Edmond Sailland, nasceu em Angers dia 12 de outubro 1872 e morreu em Paris dia 22 de julho 1956, foi um gastrônomo, humorista e crítico culinário francês, apelidado de “príncipe dos gastrônomos”.